# Elena Cuza
Elena Rosetti (n. 17 iunie 1825, Iași, Moldova – d. 2 aprilie 1909, Piatra-Neamț, România), cunoscută și ca Elena Doamna, a fost soția domnitorului Alexandru Ioan Cuza.

## Biografie
S-a născut la Iași, în familia Rosetti și a murit la Piatra-Neamț, fiind înmormântată la Solești, Vaslui.
Elena Rosetti era fiica postelnicului Iordache Rosetti-Solescu (1796-1846) și a soției sale Ecaterina Rosetti-Solescu (Catinca), fata logofătului Dumitrache Sturdza din Miclăușeni și sora boierilor cărturari Constantin Sturdza și Alexandru Sturdza. Copilăria și-a petrecut-o la moșia părinților de la Solești, în ținutul Vasluiului, alături de cei trei frați: Constantin (1827-1885), Dumitru (1830-1903) și Theodor (1837-1923) și de sora Zoe (1833-1858). Primește de mică o educație aleasă, după severele principii pedagogice ale vremii, sub supravegherea directă a mamei. Elena a învățat limba germană și, mai ales, franceza, pe care o folosea cu deosebită eleganță în corespondența întreținută cu prietena sa Hermiona Asachi. De la șapte ani își continuă studiile particulare, cu guvernante și profesori străini, la moșia de la Șcheia a unchiului său Constantin Sturdza, împreună cu copiii acestuia și ai altor rude apropiate.
Împlinind cincisprezece ani, Elena s-a stabilit la Iași unde a fost introdusă în înalta societate. Aici îl cunoaște pe Alexandru Ioan Cuza cu care se va căsători la Iași în ziua de 30 aprilie 1844. Rar se întâlnesc două făpturi mai deosebite. Crescută de o mamă aprigă și autoritară, Elena avea o fire cu totul opusă soțului ei: domoală, retrasă, cumpătată, cam stângace și puțin timidă, lipsită de încredere în forțele proprii era stăpânită în societate de puternice complexe de inferioritate. Deși, căsătoria nu a fost din cele mai izbutite, Cuza nefiind un soț prea statornic, între ei s-au păstrat, totuși, întotdeauna relații de respect.
După înăbușirea revoluției de la 1848, Elena Cuza a dovedit o altă trăsătură de caracter. Pusă în fața unei situații periculoase („revoluționarii fugeau din Iași spre Galați, urmăriți de oamenii domnitorului Mihail Sturdza”) ce amenința siguranța soțului ei, această tânără femeie timidă și aparent lipsită de încredere în sine, a dovedit o extraordinară energie, inițiativă și hotărâre. A pornit singură de la Solești spre Galați, unde a mers să-l vadă pe consulul britanic Cunningham. Împreună au pus la punct evadarea lui Cuza la Brăila. De acolo, au fugit la Cernăuți și mai departe la Viena și Paris. S-au reîntors în Moldova peste un an, când venise domn Grigore Ghica.
Urmare a importantului eveniment istoric, Unirea din 1859, Elena Cuza a devenit Înalta Doamnă a României. La îndemnul soțului, pentru a nu se expune intrigilor, Elena Cuza pleacă în 1860 la Paris. În această perioadă, în viața domnului intrase Maria Obrenovici, o doamnă de la curte, fiica cea mare a lui Costin Catargiu și mama viitorului principe al Serbiei, Milan. A revenit în țară, la îndemnul soțului, la mijlocul anului 1862 pentru a face onorurile Curții, uimindu-l atât pe soț, cât și pe rivala sa. A contribuit, cu modestia și demnitatea ce o caracterizau, la opera reformatoare a Domnului Unirii, fiind inspiratoarea fericită a legii instrucțiunii publice. De asemenea, s-a aplecat cu deosebită înțelegere asupra situației precare a țărănimii, fiind o susținătoare energică a înfăptuirii reformei agrare.
Elena Doamna a împărtășit cu stoicism exilul soțului detronat și, după moartea acestuia la 16 mai 1873, „i-a păstrat memoria cu o extraordinară devoțiune, neîngăduind să se rostească un singur cuvânt despre slăbiciuni pe care le cunoștea, le îngăduise și - o spunea cu mândrie – le iertase, ca singura care pe lume putea să aibă acest drept” (N. Iorga).
Și-a petrecut ultimii ani de viață la Piatra Neamț. Acolo s-a stins la 2 aprilie 1909, fiind înmormântată la Solești.

## Activități culturale și caritabile
Elena Cuza și-a dedicat întreaga viață și avere acțiunilor caritabile. Și-a început opera de binefacere la București, patronând Azilul Elena Doamna de la Cotroceni, destinat fetelor orfane, și a încununat-o la Iași, unde a lucrat benevol ca infirmieră la spitalul „Caritatea”. Elena Cuza a consimțit să-i adopte pe cei doi fii nelegitimi, Alexandru și Dimitrie, pe care soțul său îi avea cu prințesa Maria Obrenovici (fostă Maria Elena Catargiu) acordându-le întreaga sa atenție, ocupându-se de educația și creșterea lor.

### Azilul Elena Doamna

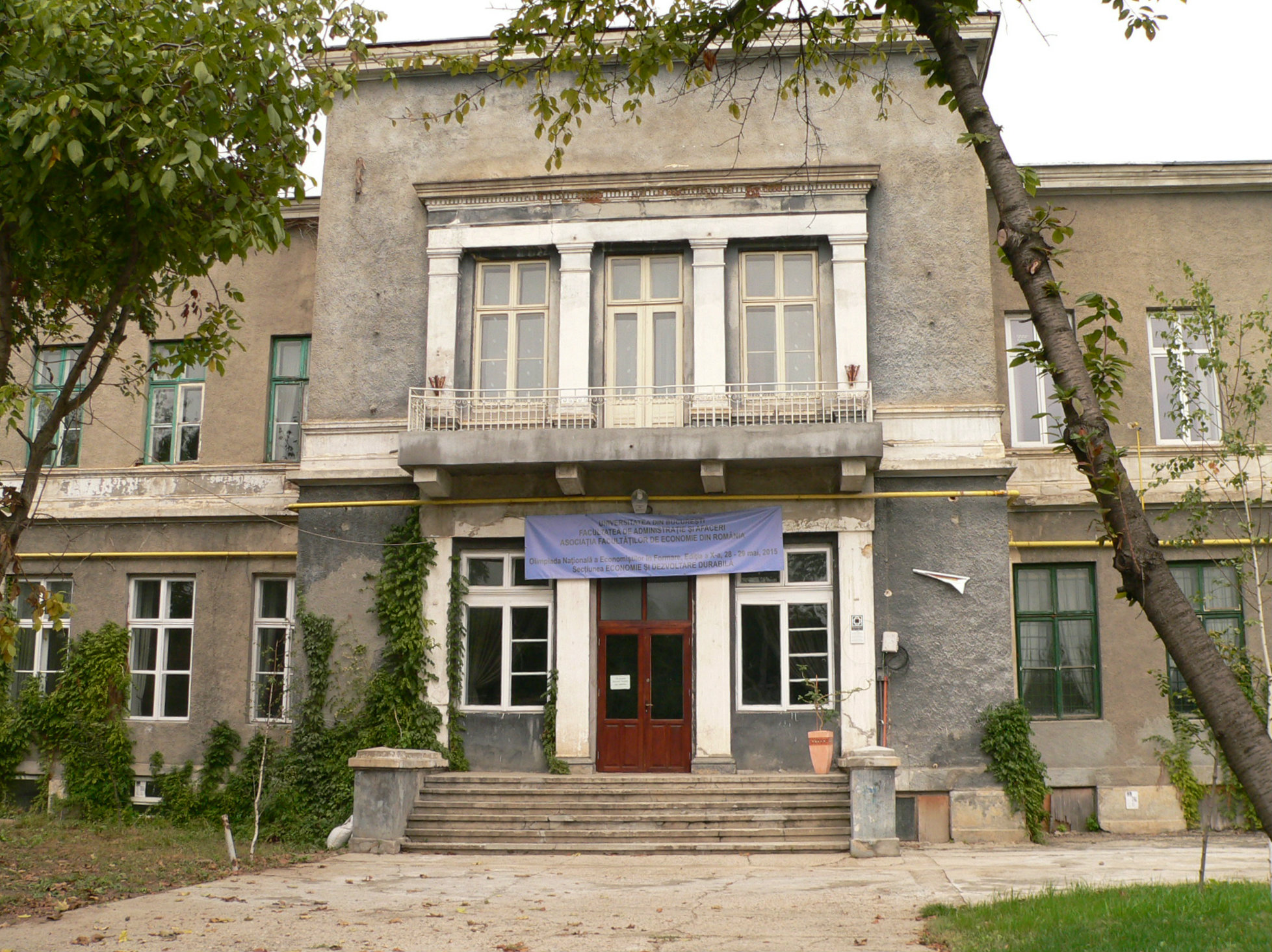
Azilul Elena Doamna din București, destinat fetelor orfane, 1862-1865, arhitect necunoscut

Elena Doamna a întreprins începând cu anul 1862 o serie de vizite la centrele de binefacere, la școlile de fete și centrele culturale, începând astfel reorganizarea acestor instituții și dotarea lor cu cele necesare. Fiind o femeie profund morală, compasiunea față de copiii neajutorați au împins-o pe Doamna Elena Cuza să doneze 1000 de galbeni Serviciului Sanitar, în vederea construirii unei clădiri adecvate ce avea să servească drept azil de copii, luând sub patronaj această instituție. În urma vizitei, Elena Cuza a înaintat un memoriu către președintele Consiliului de Miniștri, solicitând înființarea unei instituții oficiale de ocrotire a orfanilor. Astfel, s-a emis Decretul Domnesc din 18 iulie 1862, prin care s-a decis înființarea Azilului pentru copii, care avea să se numească ”Elena Doamna”. Ulterior, doamna Elena Cuza a donat suma de 32.000 lei, îndemnând și pe celelalte doamne din înalta societate să i se alăture în acest demers. În urma acestui îndemn, s-au adunat 378.842 lei, folosiți pentru construirea aripii drepte a Azilului. La 29 iulie 1862, construcția clădirii azilului a luat sfârșit.
Una dintre modalitățile doamnei pentru strângerea fondurilor necesare a fost organizarea unei „loterii” cu „mici obiecte plăcute”, donate de doamnele aristocrate, în urma vânzării biletelor rezultând o sumă remarcabilă. Ulterior, ziaristul francez Ulysse de Marsillac a consemnat faptul că Azilul Elena Doamna face cinste României și că „în 1862 providența a adus-o aici pe Elena Cuza, întruchiparea bunătății, generozitatea simplă și blândă, care făcea binele fără ostentație și care nu profita de înalta sa poziție, decât a-i ajuta pe cei în suferință.”
Odată cu finalizarea aripii drepte a Azilului, au fost instituționalizați 120 de copii orfani, dintre care 100 de fete și 20 de băieți. În 1863 au fost aduse 39 de orfane de la Institutul Gregorian din Iași. În plus, au fost instituționalizați și copii cu deficiențe de auz și vorbire, punându-se astfel bazele unei instrucții speciale pentru această categorie de minori. Din 1868, băieții și copiii cu dizabilități au fost mutați într-o altă clădire, creându-se astfel o nouă instituție.
La Azilul „Elena Doamna” predarea se baza în special pe însușirea  meseriilor manuale (croitorie, cusătorie, broderie), potrivit programei aprobate de minister. În toamna anului 1865, la dorința Doamnei, au fost aduse din fiecare județ al țării câte una sau mai multe fete, în vederea primirii educației necesare pentru a deveni învățătoare, urmând să se întoarcă după absolvire în județele de origine, pentru a transmite învățătura copiilor din școlile comunale nou înființate. Din 1865, Azilul a fost administrat de Eforia Spitalelor Civile și finanțat în mare măsură de aceasta, până în 1881, când a trecut sub patronajul Departamentului Instrucțiunii Publice.

### Alte activități socioculturale
Elena Cuza a urmărit și dezvoltarea activităților cultural-naționale, activități pe care le-a îmbinat cu proiectele sale sociale și caritabile. A colaborat cu Vasile Alecsandri, acesta dăruind manuscrisul volumului său "Doine, balade și lăcrămioare" Azilului “Elena Doamna”. Fondurile strânse prin tipărirea și difuzarea acestei opere au fost folosite pentru finanțarea proiectului caritabil.
În  anul 1863, Doamna Elena l-a convins pe Principe să instituie un premiu de 1000 de lei, pentru stimularea tinerilor cărturari, mai exact, pentru traducerea versurilor poemului clasic Eneida de Vergilius. Premiul avea să poarte numele Domnitorului Alexandru Ioan Cuza și să se acorde și în viitor, pentru realizări asemănătoare în domeniul literaturii naționale.
Presa vremii a discutat atât despre inițiativa poetului și a Principesei, cât și despre obiceiurile Doamnei Elena de a vizita vechile așezăminte și ctitorii, insuflând stimă pentru fondatorii acestora. Elena Cuza a fost omagiată pentru participarea la slujba religioasă, cu ocazia aniversării fundației Spitalului Colței.
Cu acest prilej, pictorul Theodor Aman realizează un portret al Elenei Cuza spre a-l oferi Azilului. Portretul a fost amplasat în marea sală a Azilului la 1 octombrie 1863.
Inițiativa de a afișa portretele ctitorilor și fondatorilor unor spitale, îi aparține tot Doamnei, care i-a scris lui Nicolae Crețulescu, într-o scrisoare din 18 august 1862: “în vizitele mele am întrebat și am alat urmele fondatorilor deosebitelor spitale; am aflat totodată că s-au păstrat și sunt în ființă portretele acestor generoși făcători de bine ai umanității. Aș dori ca aceste suvenire să fie conservate pe locul cel mai la vedere al așezămintelor cărora ei au consacrat o însemnată parte din averea lor. În lipsă de portrete originale, de care familiile fondatorilor nu ar voi negreșit să se despartă, s-ar putea dobândi voia de a fi copiate. Aceste lucrări date de guvern artiștilor români, vor servi de încurajare pentru aceea dintre dânșii al căror talent îi va recomanda la solicitudinea statului.”
Ida Vegezzi Ruscalla a dedicat volumul "Baba Dochia" Doamnei Elena Cuza, astfel, Doamna Elena manifestându-și, încă o dată, sprijinul pentru artele și cultura națională, adresând autoarei o scrisoare, mulțumindu-i: “Domnia Voastră, demnă fiică a unui om care are atâtea titluri la recunoștința românilor, cată să înștiințați pe compatrioții Dumneavoastră despre trecutul acestei mici națiuni surori”.
La 21 aprilie 1863, Elena Cuza a vizitat azile și Institutul Normal (Școala Centrală) de fete din Iași, unde a constatat că aceste instituții funcționează conform destinației lor. La întoarcerea de la Iași, aceasta a vizitat alte asemenea instituții: Școala de fete din Râmnicul Sărat, Buzău și Ploiești, a vizitat Goleștii și Curtea de Argeș, Pitești, Craiova, Orșova. Principesa a revenit la Iași în octombrie 1864 unde a vizitat cazarma din curtea Palatului Administrativ, spitalul militar de la Beilic și cazarma de cavalerie de la Copou, Școala de pictură și Școala centrală de fete.
În anul 1880 a fondat, în orașul său natal, Spitalul de copii “Caritatea”. Instituția și-a avut sediul într-un imobil cumpărat de la fratele ei, Constantin Rossetti. Clădirea există și astăzi găzduind în prezent Spitalul de Urgență din Iași.
Elena Cuza a sprijinit și înfrumusețarea orașelor românești cu statui, făcând o donație însemnată pentru ridicarea statuii cronicarului Miron Costin, de lângă Teatrul Național. Pe soclul statuii se află o placă ce conține numele donatorilor. După familia regală și arhiereii Bisericii, este consemnat numele, de bună amintire, al Doamnei Elena Cuza.

## Galerie foto

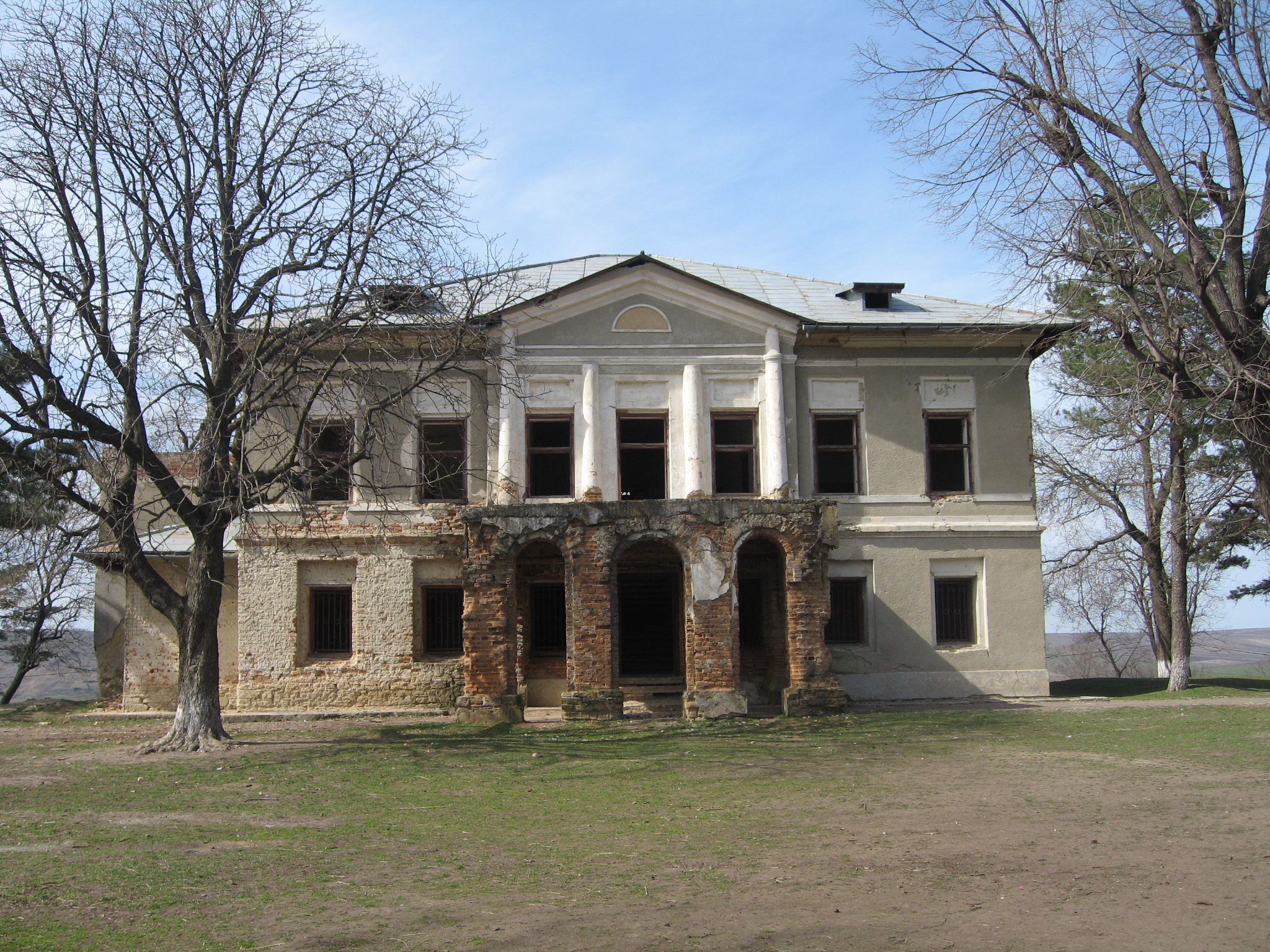
Conacul Rosetti-Solescu din Solești, conacul părinților, unde și-a petrecut copilăria
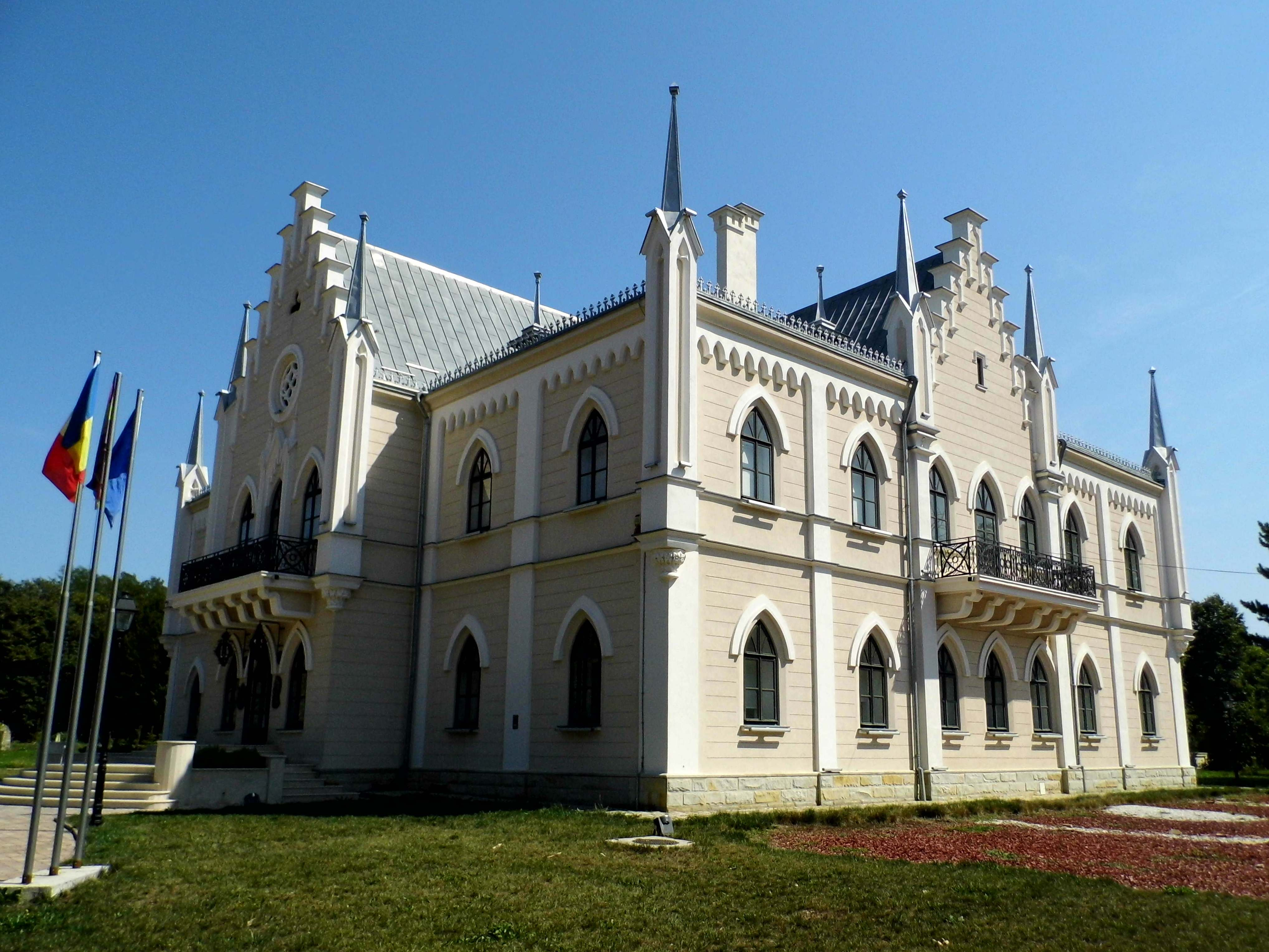
Palatul Cuza Vodă, reședință domnească de la Ruginoasa, cumpărat prin licitație în anul 1862, de catre domnitorul Alexandru Ioan Cuza al Principatelor Unite
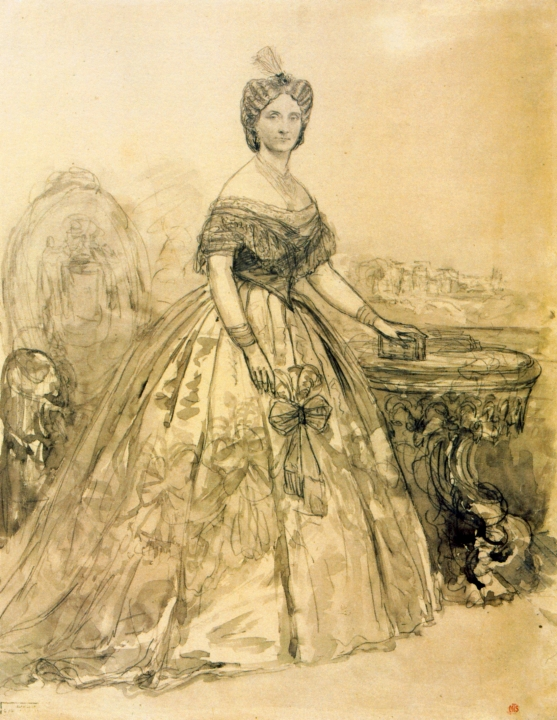
Doamna Elena Cuza, desen de Carol Popp de Szathmary, Muzeul Național de Artă al României din București (1864)
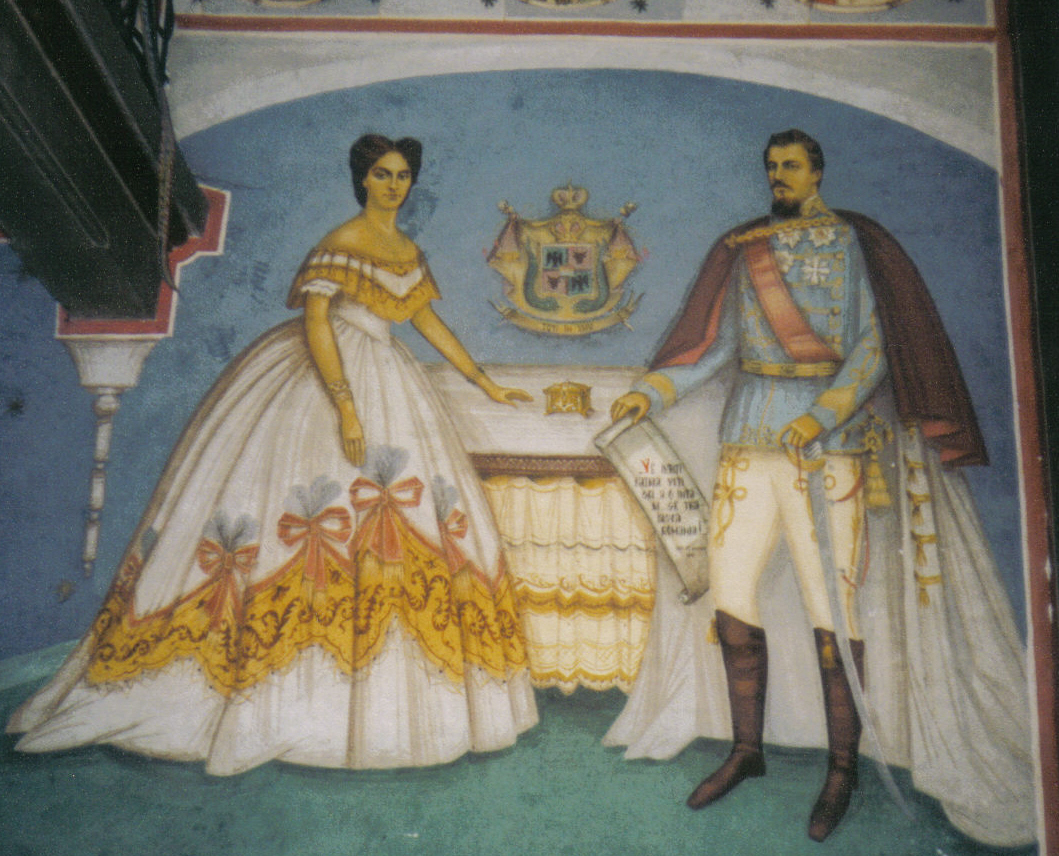
Al. I. Cuza și Doamna Elena - pictură din Biserica Domnească de la Ruginoasa
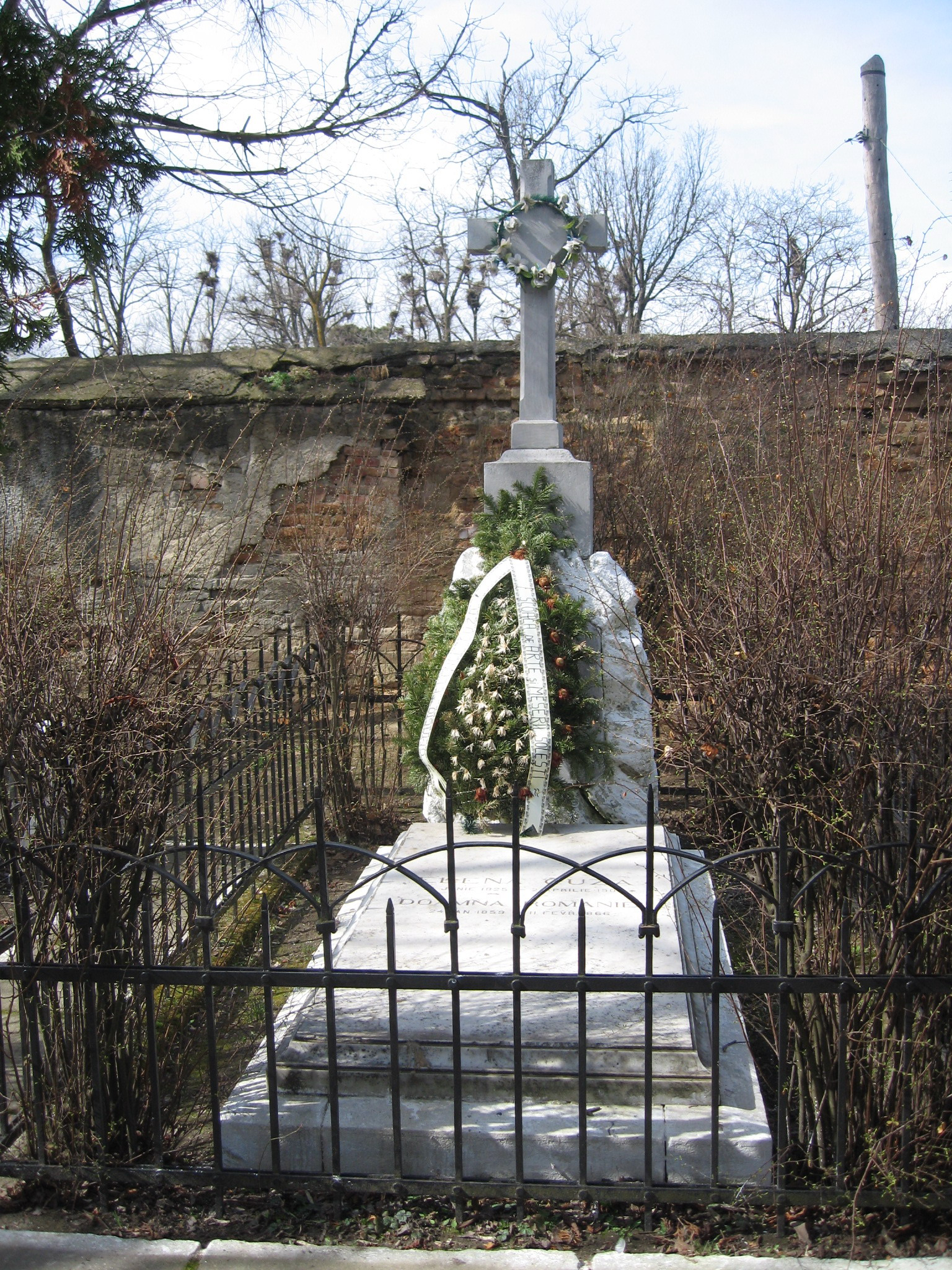
Mormântul doamnei Elena Cuza
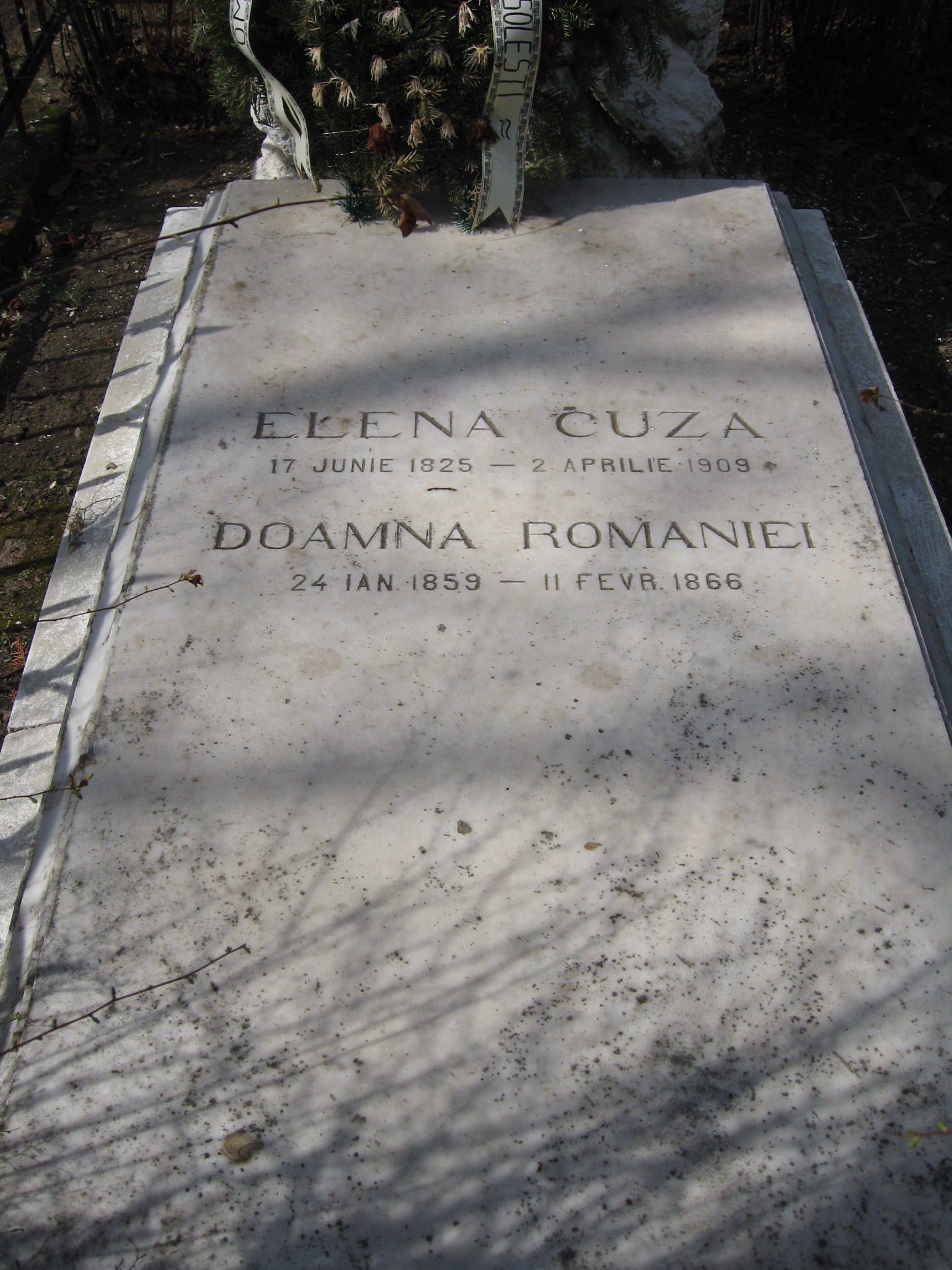
Lespedea funerară a doamnei Elena Cuza